# Kadaňská Jeseň
Kadaňská Jeseň (německy Gösen) je malá vesnice, část města Kadaň v okrese Chomutov. Nachází se asi jeden kilometr jižně od Kadaně. Kadaňská Jeseň leží v katastrálním území Úhošťany o výměře 12,21 km².

## Název
Název vesnice je odvozen z výrazů jasan nebo jesení (jasanový porost). V historických pramenech se jméno vyskytuje ve tvarech: Geßen (1470), Gesen (1508), Gehsen (1510), Gössen (1631), Gesen nebo Gössen (1787) a Jeseň (1848).

## Historie

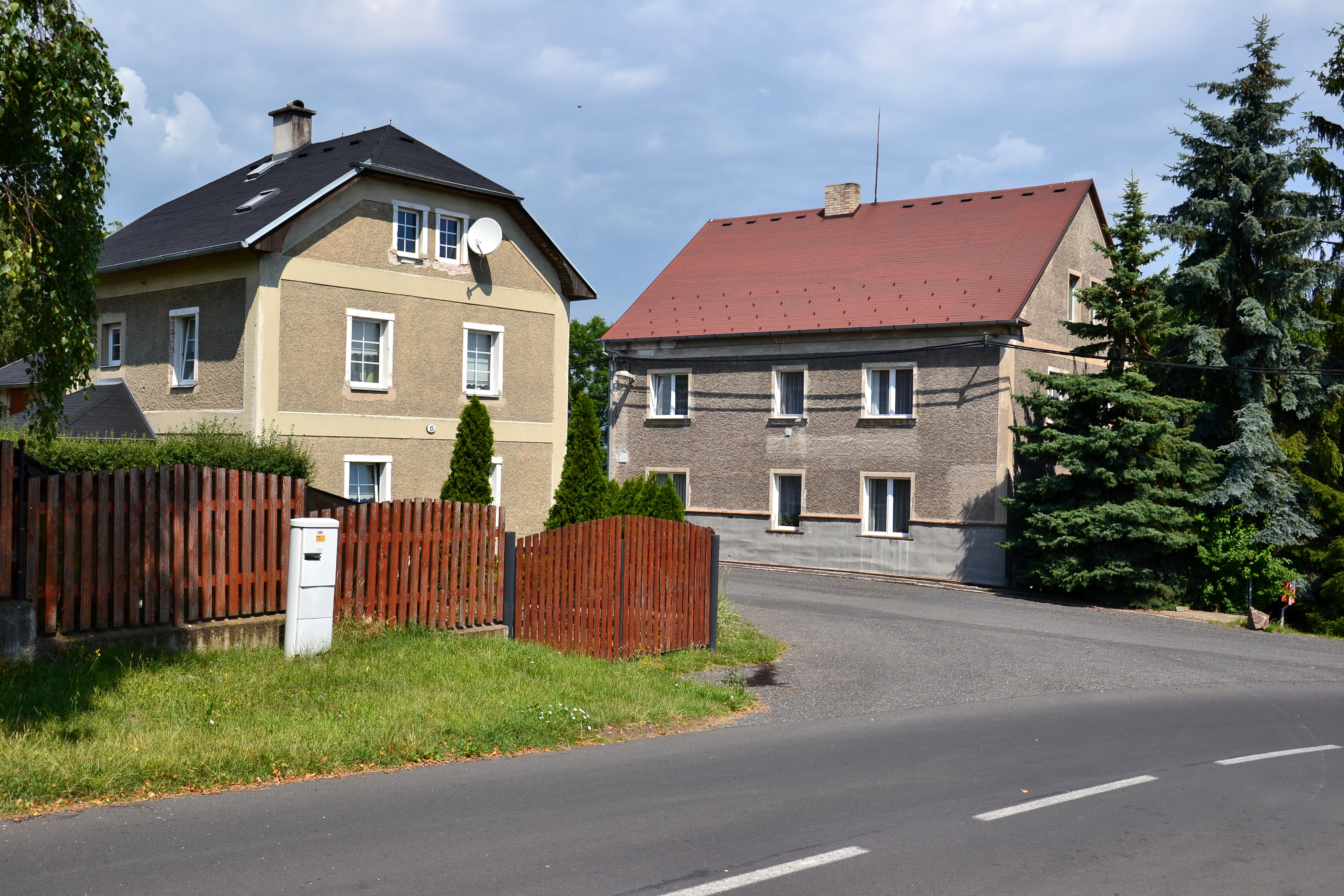
Domy u křižovatky

V okolí křižovatky silnice II/224 s odbočkou do Kadaňské Jeseně byly v roce 1973 nalezeny střepy z doby hradištní, které naznačují existenci raně středověkého sídliště.
První písemná zmínka o vesnici pochází z roku 1468. Kadaňská Jeseň byla šosovním dvorem v majetku kadaňských měšťanů. V berní rule z roku 1654 je ves uvedena jako součást městského statku v Milžanech, ke kterému kromě Milžan a Jeseně patřilo dalších šestnáct vesnic. Tehdy zde stálo šest zemědělských dvorů, z nichž pět patřilo k šosovním. Šest zdejších sedláků mělo dohromady devatenáct potahů, dvacet krav, dvanáct jalovic, 120 ovcí a dvacet prasat.
Roku 1687 byl z Jeseně vytvořen samostatný šosovní statek, z něhož byly ještě před koncem sedmnáctého století vyčleněny tři samostatné šosovní dvory, zatímco další tři usedlosti tvořily jediný šosovní dvůr. Jejich majiteli byli nadále kadaňští měšťané. Hlavním zdrojem obživy bývalo zemědělství. Pěstovalo se obilí, brambory a v menším množství hrách, vikev a čočka.
U vesnice se těžila ložiska zelené hlinky (seladonitu), ze které se vyráběly zelené nátěry domovních fasád. V malém lomu se ve druhé polovině 19. století těžil také vápenec v množství asi 36 m³ ročně. Některé vrstvy vápence zde byly tvořeny skořápkami sladkovodních plžů (Conchylia), ze kterých se leštěním získával materiál pro výrobu ozdobných předmětů známý jako kadaňský mramor. Zájem o něj však trval jen krátkou dobu po kadaňské výstavě v roce 1885.
Hlinka se u Jeseně těžila do konce druhé světové války a pozůstatky šachet byly uzavřeny v roce 1955. Ve druhé polovině dvacátého století bývalo až do roku 1994 vojenské cvičiště Naše radost. Od poloviny osmdesátých let se mezi Kadaňskou Jesení a Krásným Dvorečkem těží štěrk.

## Přírodní poměry
Kadaňská Jeseň stojí asi jeden kilometr jižně od Kadaně v severní části katastrálního území Úhošťany. To se nachází na severovýchodě Doupovských hor na rozhraní okrsku Jehličenská hornatina a Rohozecká vrchovina. Hranice mezi okrsky prochází západní částí vsi. Zástavba stojí na mírném svahu v nadmořské výšce 350–370 metrů, ale směrem k severu se terén svažuje příkřeji do údolí řeky Ohře. Geologické podloží v okolí vesnice tvoří třetihorní vulkanoklastika bazaltových hornin, na kterých se vyvinul půdní typ kambizem eutrofní.
V rámci Quittovy klasifikace podnebí se vesnice nachází v mírně teplé oblasti MT11, ale podél severovýchodního okraje zástavby vede hranice s mírně teplou oblastí MT7. Pro teplejší oblast MT11 jsou typické průměrné teploty −2 až −3 °C v lednu a 17–18 °C v červenci. Roční úhrn srážek dosahuje 550–650 milimetrů, počet letních dnů je 40–50, počet mrazových dnů se pohybuje mezi 140–160 a sněhová pokrývka zde leží 50–60 dnů v roce.
Vesnice stojí na území rozsáhlé ptačí oblasti Doupovské hory a s výjimkou zástavby východně od silnice do Úhošťan také v oblasti evropsky významné lokality Doupovské hory. K západnímu okraji vesnice zasahuje národní přírodní rezervace Úhošť a na jihozápadním okraji roste památný strom Lípa pod Úhoštěm s obvodem kmene 585 centimetrů.

## Obyvatelstvo
Při sčítání lidu v roce 1921 zde žilo 88 obyvatel (z toho 37 mužů), z nichž byli tři Čechoslováci, 83 Němců a dva cizinci. Všichni byli římskými katolíky. Podle sčítání lidu z roku 1930 měla vesnice 98 obyvatel: tři Čechoslováky, 94 Němců a jednoho cizince. Opět se všichni hlásili k římskokatolické církvi.
|                                                                  | 1869 | 1880 | 1890 | 1900 | 1910 | 1921 | 1930 | 1950 | 1961 | 1970 | 1980 | 1991 | 2001 | 2011 | 2021 |
| ---------------------------------------------------------------- | ---- | ---- | ---- | ---- | ---- | ---- | ---- | ---- | ---- | ---- | ---- | ---- | ---- | ---- | ---- |
| Obyvatelé                                                        | 65   | 81   | 100  | 107  | 101  | 88   | 98   | 106  | 77   | 69   | 50   | 29   | 28   | 78   | 114  |
| Domy                                                             | 8    | 9    | 12   | 11   | 10   | 11   | 11   | 13   | —    | 12   | 12   | 14   | 11   | 27   | 42   |
| Počet domů z roku 1961 je zahrnut v celkovém počtu domů Úhošťan. |      |      |      |      |      |      |      |      |      |      |      |      |      |      |      |

## Obecní správa

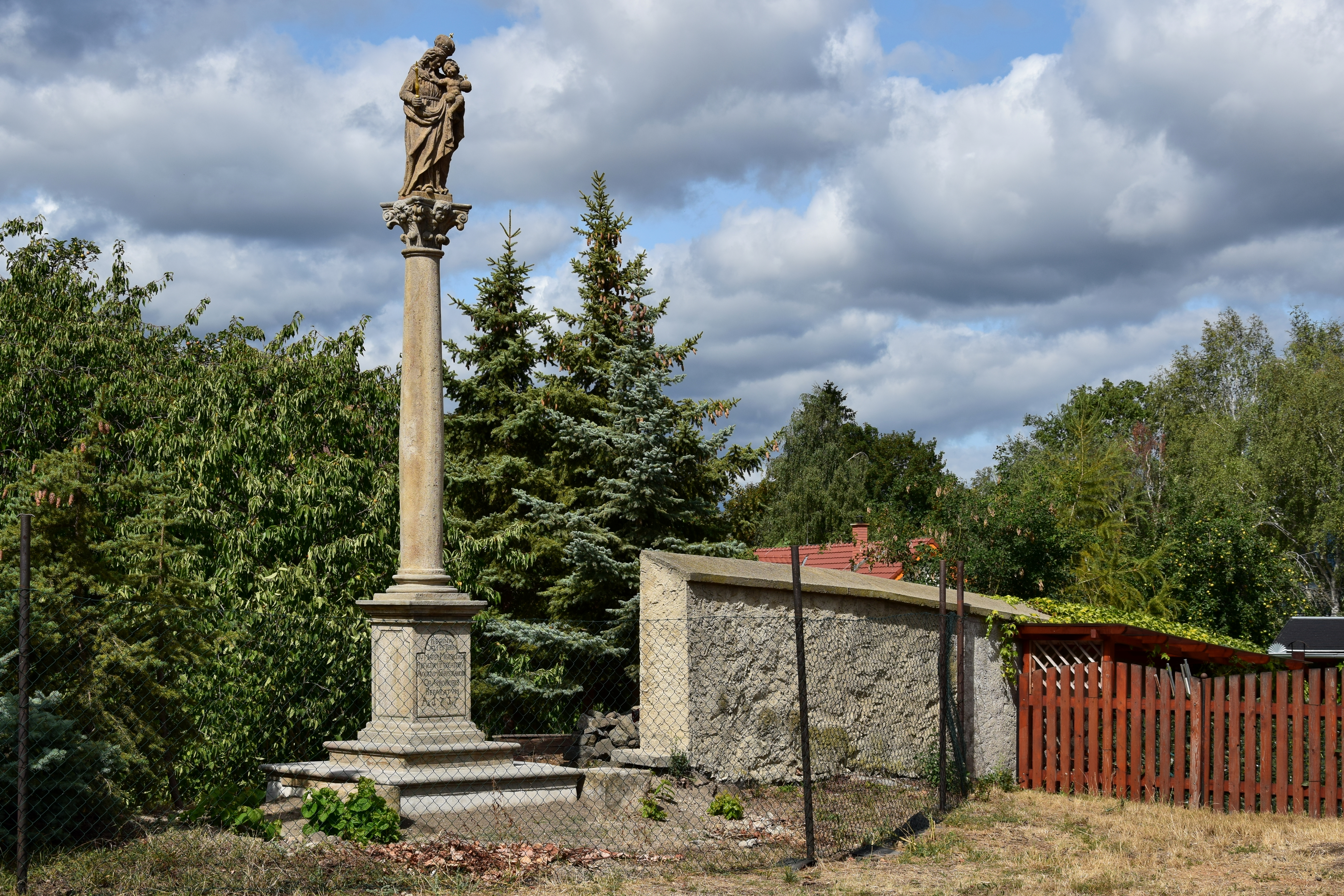
Mariánský sloup

Roku 1850 se Kadaňská Jeseň stala samostatnou obcí v okrese Kadaň, kterou zůstala až do reformy území správy v roce 1960, kdy se z ní stala část obce Úhošťany v okrese Chomutov. Spolu s nimi je od 1. ledna 1989 částí Kadaně. Při sčítání lidu v letech 1869–1950 k Jeseni patřily osady Pokutice a Zásada u Kadaně. Podle Zdeny Binterové však Zásada bývala v letech 1880–1910 samostatnou obcí.

## Pamětihodnosti
- Barokní sloup se sochou Panny Marie z roku 1717[21]
- Národní přírodní rezervace Úhošť